# Sarno
Sarno è un comune italiano di 30 731 abitanti della provincia di Salerno in Campania. È uno dei centri principali dell'Agro nocerino-sarnese, nella parte nord-occidentale della provincia. 

## Geografia fisica
È situato in un territorio a cavallo tra le tre province di Napoli, Avellino e Salerno e occupa una posizione baricentrica rispetto ai capoluoghi campani.

### Territorio

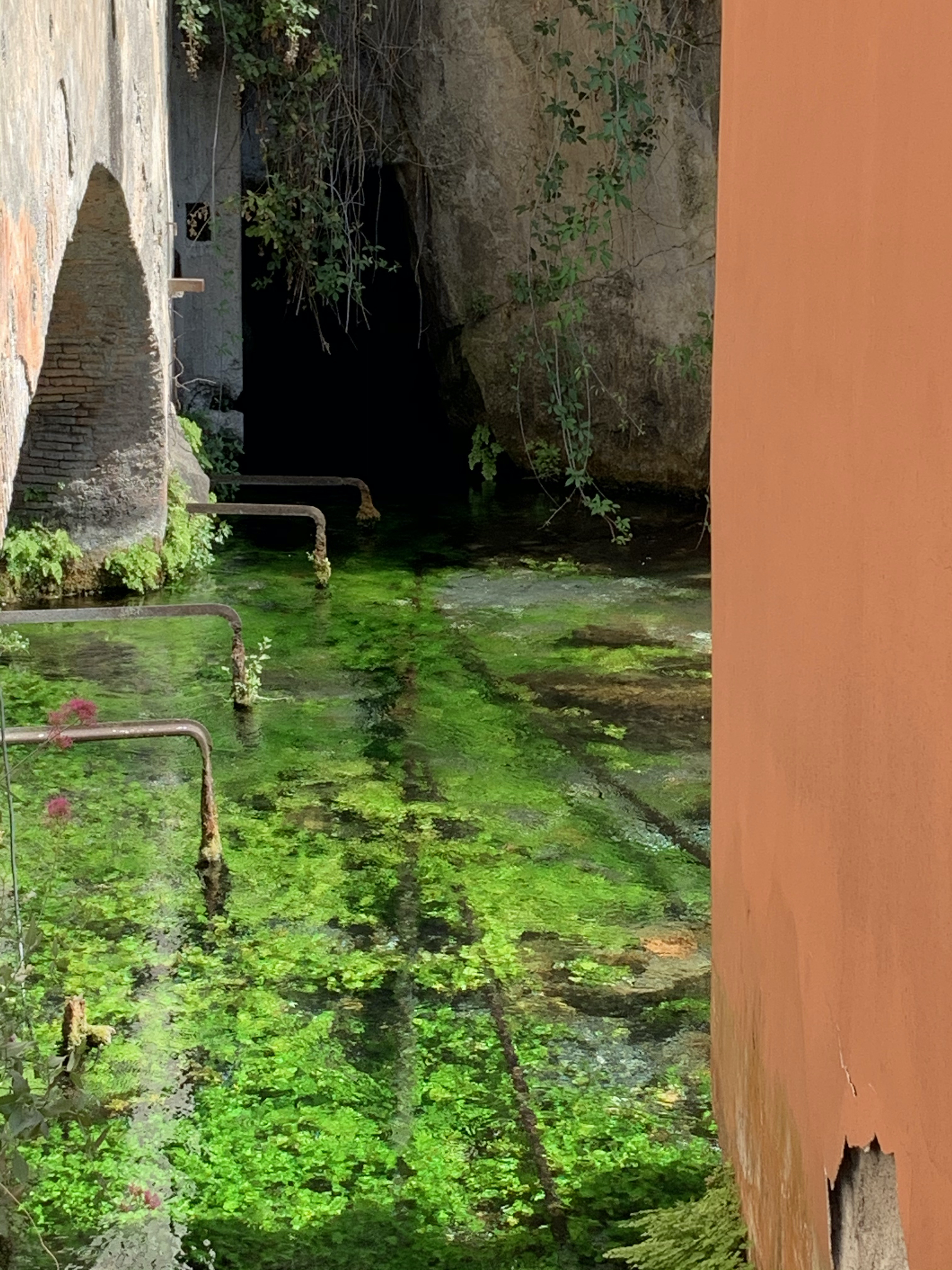
La sorgente del Rio Palazzo in via Diego De Liguori

Sarno fa parte geograficamente dell'Agro nocerino sarnese e si sviluppa alle falde del monte Saro e sulle rive del fiume Sarno, da cui prende il nome. La sua economia si basa principalmente sulla produzione agricola e sull'industria conserviera, in particolare di pomodori (famoso il pomodoro San Marzano dop) e olive.
- Classificazione sismica: zona 2 (sismicità media), Ordinanza PCM. 3274 del 20/03/2003.

### Clima
La stazione meteorologica più vicina di cui siano disponibili i dati è quella di Napoli Capodichino. Secondo le medie mensili calcolate sul periodo 1961-1990, la temperatura media del mese più freddo (gennaio) è di circa +8,1 °C, mentre quella del mese più caldo (agosto) è di circa +23,7 °C. Le precipitazioni medie annue sono di circa 1000 mm.
| Napoli Capodichino                 | Mesi  | Mesi | Mesi | Mesi | Mesi | Mesi | Mesi | Mesi | Mesi | Mesi  | Mesi  | Mesi  | Stagioni | Stagioni | Stagioni | Stagioni | Anno    |
| Napoli Capodichino                 | Gen   | Feb  | Mar  | Apr  | Mag  | Giu  | Lug  | Ago  | Set  | Ott   | Nov   | Dic   | Inv      | Pri      | Est      | Aut      | Anno    |
| ---------------------------------- | ----- | ---- | ---- | ---- | ---- | ---- | ---- | ---- | ---- | ----- | ----- | ----- | -------- | -------- | -------- | -------- | ------- |
| T. max. media (°C)                 | 12,5  | 13,2 | 15,2 | 18,2 | 22,6 | 26,2 | 29,3 | 29,5 | 26,3 | 21,8  | 17,0  | 13,6  | 13,1     | 18,7     | 28,3     | 21,7     | 20,5    |
| T. min. media (°C)                 | 3,8   | 4,3  | 5,9  | 8,3  | 12,1 | 15,6 | 18,0 | 17,9 | 15,3 | 11,6  | 7,7   | 5,1   | 4,4      | 8,8      | 17,2     | 11,5     | 10,5    |
| Precipitazioni (mm)                | 104,4 | 97,9 | 85,7 | 75,5 | 49,6 | 34,1 | 24,3 | 41,6 | 80,3 | 129,7 | 162,1 | 121,4 | 323,7    | 210,8    | 100,0    | 372,1    | 1 006,6 |
| Umidità relativa media (%)         | 75    | 73   | 71   | 70   | 70   | 71   | 70   | 69   | 73   | 74    | 76    | 75    | 74,3     | 70,3     | 70       | 74,3     | 72,3    |
| Eliofania assoluta (ore al giorno) | 3,7   | 4,4  | 5,1  | 6,3  | 7,9  | 9,3  | 10,1 | 9,5  | 7,8  | 6,1   | 4,2   | 3,4   | 3,8      | 6,4      | 9,6      | 6,0      | 6,5     |

- Classificazione climatica di Sarno[5]:
  - Zona climatica C, 1178 GG.

## Storia

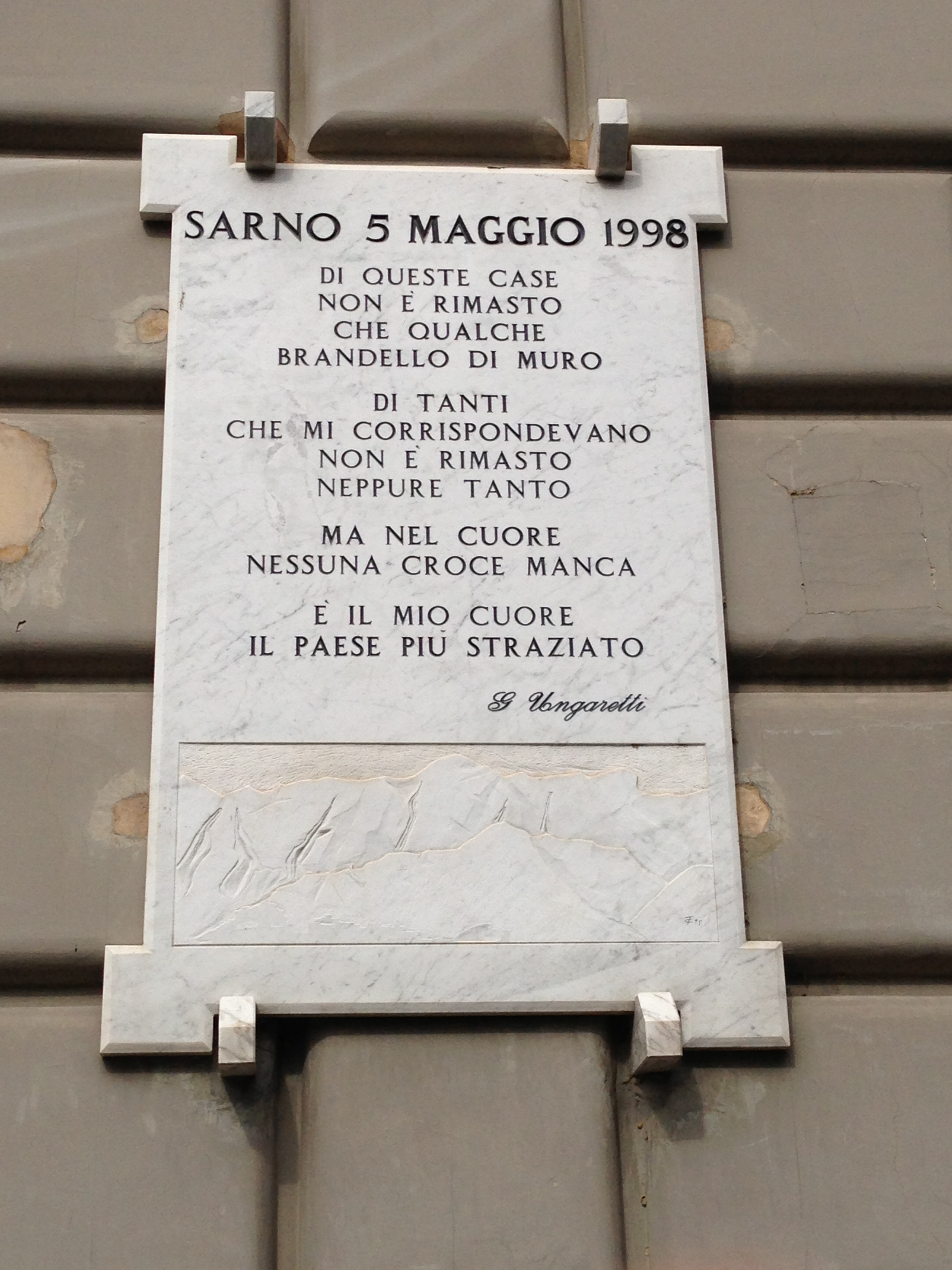
La lapide commemorativa della frana del 1998 con i versi di Giuseppe Ungaretti apposta sulla facciata del Municipio in occasione del primo anniversario.

Il territorio di Sarno fu abitato a partire dall'epoca neolitica e fu poi sede probabilmente di diversi insediamenti indigeni (Sarrasti, Osci e Sanniti) a partire dal IX secolo a.C. e che perdurò in epoca romana fino all'eruzione del Vesuvio del 79 d.C.
Nell'VIII secolo il primo nucleo dell'attuale città di Sarno sorse ai piedi del castello fondato dal duca longobardo di Benevento. Nel 970 il precedente gastaldato fu eretto a contea e, tra X e XI secolo divenne sede vescovile.
Sarno seguì le sorti del Regno di Napoli, passato dai Normanni agli Hohenstaufen, sotto i quali il feudo fu in possesso della famiglia d'Aquino.
Durante il dominio angioino la contea fece parte dei domini della corona e alla fine del XIV secolo fu affidata ai Brunnfort. Agli inizi del secolo successivo passò agli Orsini di Nola e in seguito a Francesco Coppola, che prese parte alla congiura dei baroni. Nel XVI secolo fu in possesso dei Tuttavilla, passando poi ai Colonna, ai Barberini. Questi ultimi conti feudatari vendettero il loro feudo nel 1690 al principe Giuseppe II de' Medici di Ottajano e quindi il territorio sarnese entrò nell'orbita di quella città e di quella casata medicea, sotto cui divenne ducato, fino all'abolizione del feudalesimo nel 1810.
Dal 1806 al 1860 è stato capoluogo dell'omonimo circondario appartenente al Distretto di Salerno del Regno delle Due Sicilie.
Dal 1860 al 1927, durante il Regno d'Italia è stato capoluogo dell'omonimo mandamento appartenente al Circondario di Salerno.
Il 5 maggio 1998 il comune fu colpito, insieme con i vicini centri di Quindici, Bracigliano e Siano, da un gravissimo fenomeno franoso, composto da colate rapide di fango, che interessò la metà del territorio comunale. L'evento provocò la distruzione di molte abitazioni e la morte di 137 persone nella sola Sarno.

### Simboli

Lo stemma comunale

Lo stemma cittadino è stato riconosciuto con decreto del capo del governo del 20 giugno 1930 e secondo lo statuto comunale è così composto:
(Art. 3, comma 2 dello Statuto comunale)
Vi sono raffigurate le caratteristiche geografiche del luogo dato che il fiume Sarno è composto ha diverse sorgenti: le tre principali, che sono Santa Maria della Foce, Draconteo (Rio Palazzo) e Santa Marina, cui si aggiunge la quarta sorgente, Rio Cerola. L'etimologia del nome Sarno è probabilmente di origine etrusca e significherebbe "il fiume dai monti sorgente".

Altro simbolo comunale è il gonfalone, concesso con regio decreto del 31 ottobre 1929 e descritto dallo statuto come segue:
(Art. 3, comma 3 dello Statuto comunale)

### Onorificenze
Dal 21 giugno 1930 il comune di Sarno si fregia del titolo di Città.

## Monumenti e luoghi d'interesse

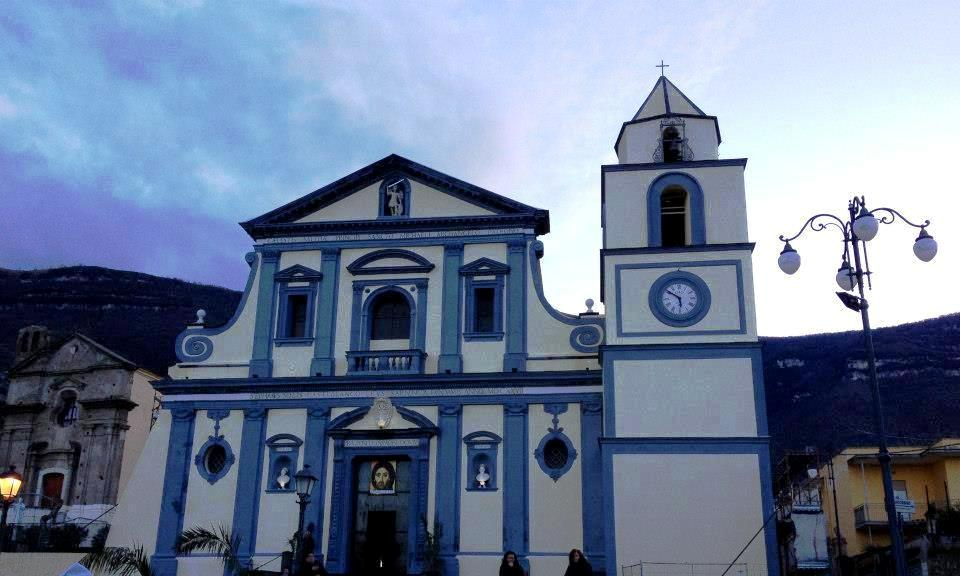
La Chiesa concattedrale di San Michele Arcangelo in Episcopio

### Altri monumenti
- Palazzo Buchy (XIX secolo), sede dell'Istituto "Gaetano Milone" in corso Vittorio Emanuele
- Filanda D’Andrea, complesso industriale ottocentesco attualmente sede di istituti scolastici, di un centro di riabilitazione e di un supermercato, con ingressi in via Roma, piazza Garibaldi e via Pietro Marmino
- Palazzo Capua (XVIII secolo) in via Cavour, sede del Museo Archeologico Nazionale della Valle del Sarno
- Palazzo municipale (XVIII-XIX secolo), noto come Palazzo San Francesco, in piazza IV Novembre
- Palazzo Odierna in via Diego De Liguori (XVIII secolo), esso conserva affreschi del solimenesco Giuseppe Vergato[13]
- Palazzo Origo (XVIII secolo) in via Duomo 133
- Palazzo Nunziante (XVIII-XIX secolo) in via Gaetano Nunziante, con lapide commemorativa del 1893 a ricordo di Francesco Nunziante, che fu sindaco di Sarno per tre mandati
- Chiesa monumentale di San Francesco d'Assisi, Chiostro e Centro Pastorale dell'Unità Pastorale Parrocchie Centro Sarno (XIII secolo) in piazza IV Novembre
- Santuario di Maria Santissima delle Tre Corone (XVII secolo)
- Chiesa dell'Immacolata Concezione (XVIII secolo), queste ultime due in piazza Michelangelo Capua
- Basilica Insigne Collegiata di San Matteo Apostolo ed Evangelista (X secolo)

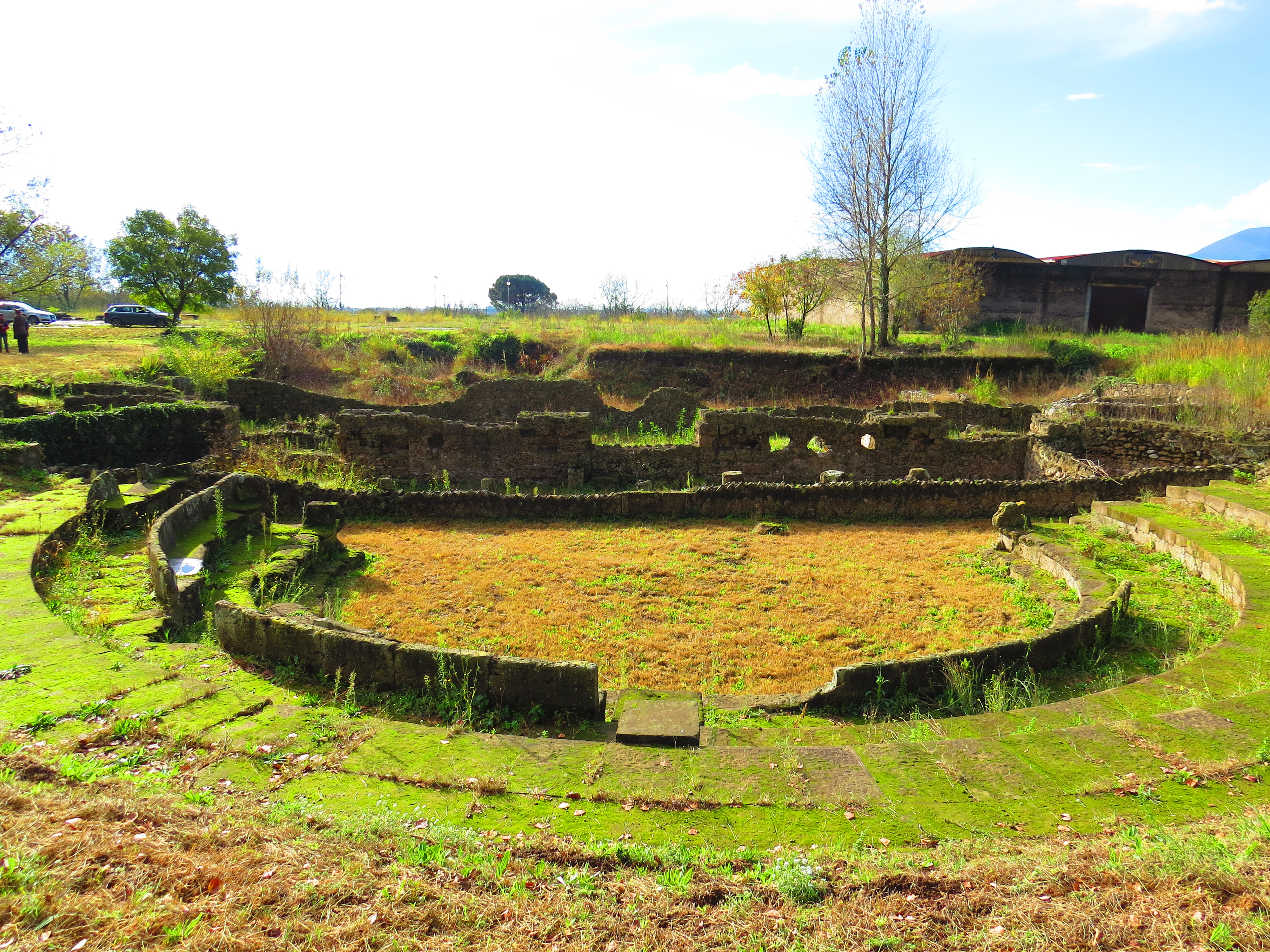
I resti del Teatro ellenistico-romano di Sarno

- Santuario della Beata Vergine Maria del Carmine al Castello (XII secolo)
- Chiesa di Sant'Alfonso Maria De Liguori (XVIII secolo) in via Lanzara
- Chiesa di San Sebastiano Martire in via Umberto I
- Chiesa di San Teodoro Martire in via Abignente
- Santuario Santa Maria della Foce
- Cappella di S. Nicola (XIV secolo) in via Diego De Liguori
- Cappella di S. Francesco di Paola (XVIII secolo) in via Laudisio
- Cappella di San Francesco Saverio (XIX secolo)
- Borgo medievale di San Matteo (XI secolo), con una torre dell'antico castello
- Villa Lanzara-Del Balzo in via Lanzara con i "giardini piccoli" dall'altro lato della via
- Villa Fiscone (XX secolo) in via Giuseppe Sodano
- Scavi archeologici in località Foce
- Teatro Ellenistico-Romano in località Foce
- Monumento ai caduti della prima guerra mondiale in piazza Garibaldi
- Monumento ai caduti in frazione Lavorate
- Monumento ai caduti in frazione Episcopio
- Monumento in memoria delle vittime dell'evento franoso del 5 Maggio 1998 in viale Margherita
- Monumento a Mariano Abignente in piazza IV Novembre, di fronte al Municipio. La tomba di Mariano Abignente si trova nella Chiesa monumentale di San Francesco d'Assisi
- Monumento a Giovanni Battista Amendola in corso Giovanni Amendola

## Società

### Evoluzione demografica
Abitanti censiti

### Etnie e minoranze straniere
Gli stranieri regolari residenti a Sarno al 31 dicembre 2017 sono 2005, pari al 4,7% della popolazione, così ripartiti per provenienza:
- Marocco, 967
- Ucraina, 348
- Romania, 172
- Polonia, 90
- Pakistan, 71
- Cina, 61
- Bulgaria, 37
- Nigeria, 35
- Mali, 23
- Bangladesh, 22

### Religione
La maggioranza della popolazione è di religione cristiana appartenenti principalmente alla Chiesa cattolica; il comune appartiene alla diocesi di Nocera Inferiore-Sarno. Nella frazione di Episcopio si trova l'imponente Duomo di Sarno - Concattedrale di San Michele Arcangelo.
L'altra confessione cristiana presente è quella evangelica con due comunità.

### Istituzioni, enti e associazioni
- Ospedale Martiri del Villa Malta
- Centro Polifunzionale con sede dei Vigili del Fuoco (distaccamento), ARCADIS, Carabinieri settore cinofilo
- Ente Parco Regionale del Fiume Sarno
- Giudice di pace
- Pro loco
- Associazione di Protezione Civile "I Sarrastri"
- Gruppo Scout A.G.E.S.C.I. "Sarno I"
- Circolo dell'amicizia

## Cultura

### Scuole
Il primo ciclo di istruzione a Sarno si articola in tre istituti comprensivi e un circolo didattico:
- Secondo circolo didattico, cui afferiscono i plessi Cappella Vecchia, Serrazzeta e Lavorate;
- Istituto comprensivo Sarno-Episcopio (già Terzo circolo didattico), cui afferiscono i plessi Borgo, Via Sodano, Masseria della Corte, Foce ed Episcopio;
- Istituto comprensivo Giovanni Amendola in via Roma, con sezione staccata in località Lavorate, già Scuola secondaria di primo grado Giovanni Amendola (la sede di Lavorate in passato afferiva alla Scuola Media Baccelli); ad esso afferisce il plesso di scuola dell'infanzia e scuola primaria via Ticino;
- Istituto comprensivo De Amicis-Baccelli, che ha accorpato il Primo circolo didattico - cui afferiscono i plessi San Francesco Saverio (infanzia) Edmondo De Amicis (primaria), via Roma (infanzia e primaria) e Laudisio (primaria) - e la scuola secondaria di primo grado Guido Baccelli in via Matteotti.

Quanto alle scuole secondarie di secondo grado, sul territorio di Sarno sono presenti sette istituti: il liceo classico Tito Lucrezio Caro, il liceo scientifico Galileo Galilei e il liceo linguistico (tutti e tre facenti parte di un unico istituto scolastico), l'Istituto Tecnico Commerciale Guido Dorso, l'Istituto Tecnico Industriale Statale Enrico Fermi (unificati in un unico istituto scolastico), l'Istituto Professionale di Stato per i Servizi socio-sanitari Gaetano Milone, già Istituto Professionale di Stato per l'Industria e l'Artigianato F. Trani e dal 2013 unito all'Istituto Professionale di Stato per l'Industria e l'Artigianato Andrea Cuomo di Nocera Inferiore, con sede centrale a Nocera, e l'Istituto Professionale dei Servizi per l'Agricoltura e lo sviluppo rurale, sede staccata del Profagri di Salerno.

### Teatri
Dal 2018 Sarno ha due teatri, aperti a pochi mesi di distanza l'uno dall'altro:
- Teatro comunale "Luigi De Lise" in piazza 5 maggio, aperto dopo oltre vent'anni di lavori sulla piazza e nell'edificio[22];
- "Piccolo teatro" in via Gaetano Nunziante, aperto su iniziativa dell'attore e drammaturgo Franz Müller, al secolo Luigi Giurunda (Pisa 1927 - Sarno 2019[23]) e a lui intitolato dopo la dipartita.[24][25][26]

### Musei
- Museo archeologico nazionale della Valle del Sarno

## Geografia antropica

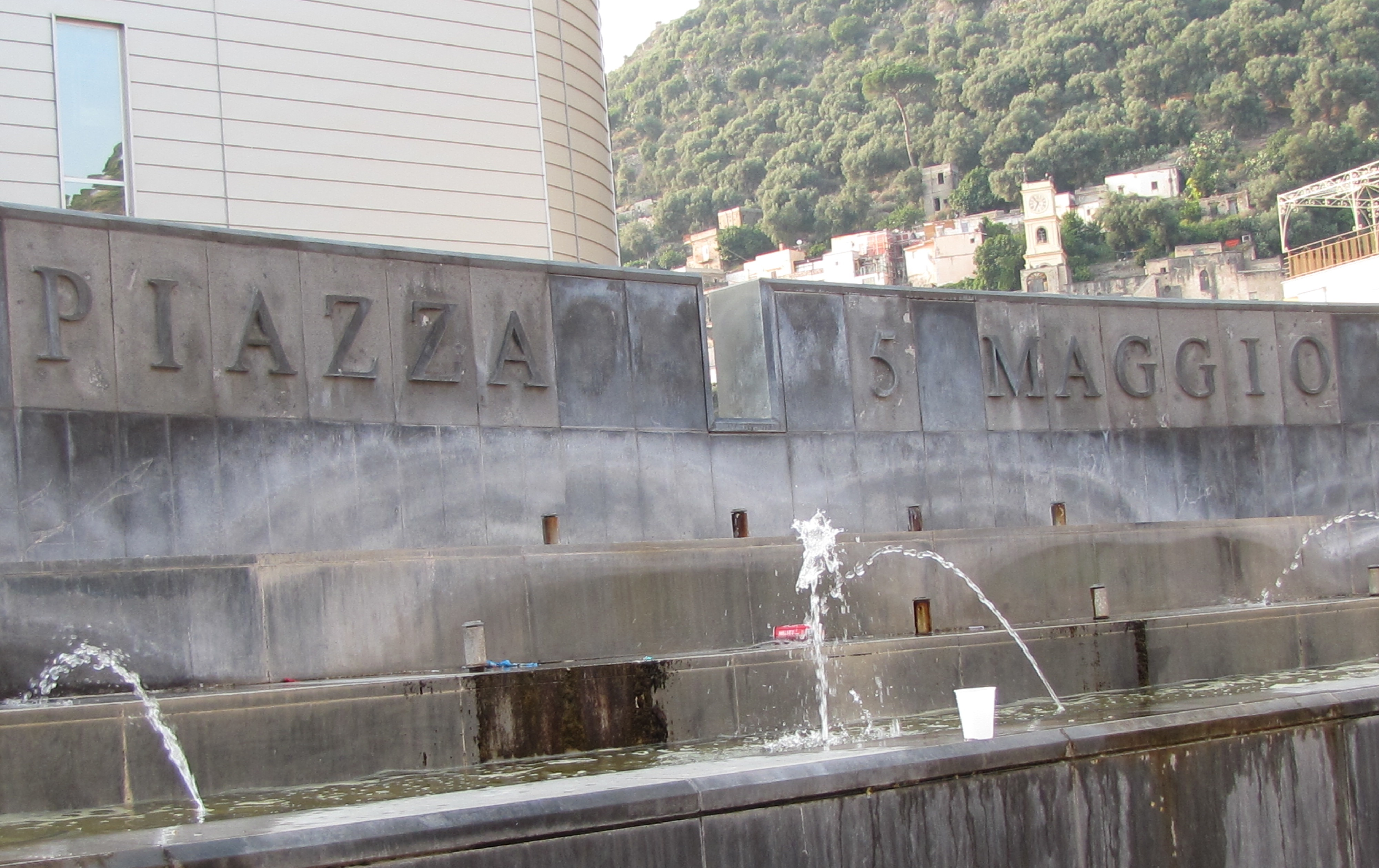
La fontana in Piazza 5 Maggio. La piazza, sul lato sinistro di Corso Amendola per chi sale, è stata inaugurata nel 2006 dopo circa vent'anni di lavori. La fontana è stata abbattuta nel luglio 2012.. Dietro la fontana si intravede l'edificio del teatro "De Lise", aperto al pubblico nel 2018.

### Frazioni
In base al comma 2 dell'articolo 2 dello Statuto comunale di Sarno sono riconosciuti come frazioni i seguenti abitati:
- Episcopio, alle pendici del monte Saro
- Lavorate, a sud est

### Località
Altre località sono: Foce (la parte più occidentale, dove nasce uno dei rami del fiume Sarno: il nome della zona deriva dal termine latino faux, bocca), Quattrofuni (nei pressi di Lavorate), Serrazzeta (a sud-est, ai confini con la frazione Casatori di San Valentino Torio; prende il nome probabilmente da Sarrastes, l'antica popolazione che abitava il territorio), San Matteo-Terravecchia (sul colle Saretto), Masseria della Corte (a sud-ovest, verso Striano), San Vito, Sant'Eramo (queste ultime due sul monte Saro, nella parte nordorientale del territorio).

## Infrastrutture e trasporti

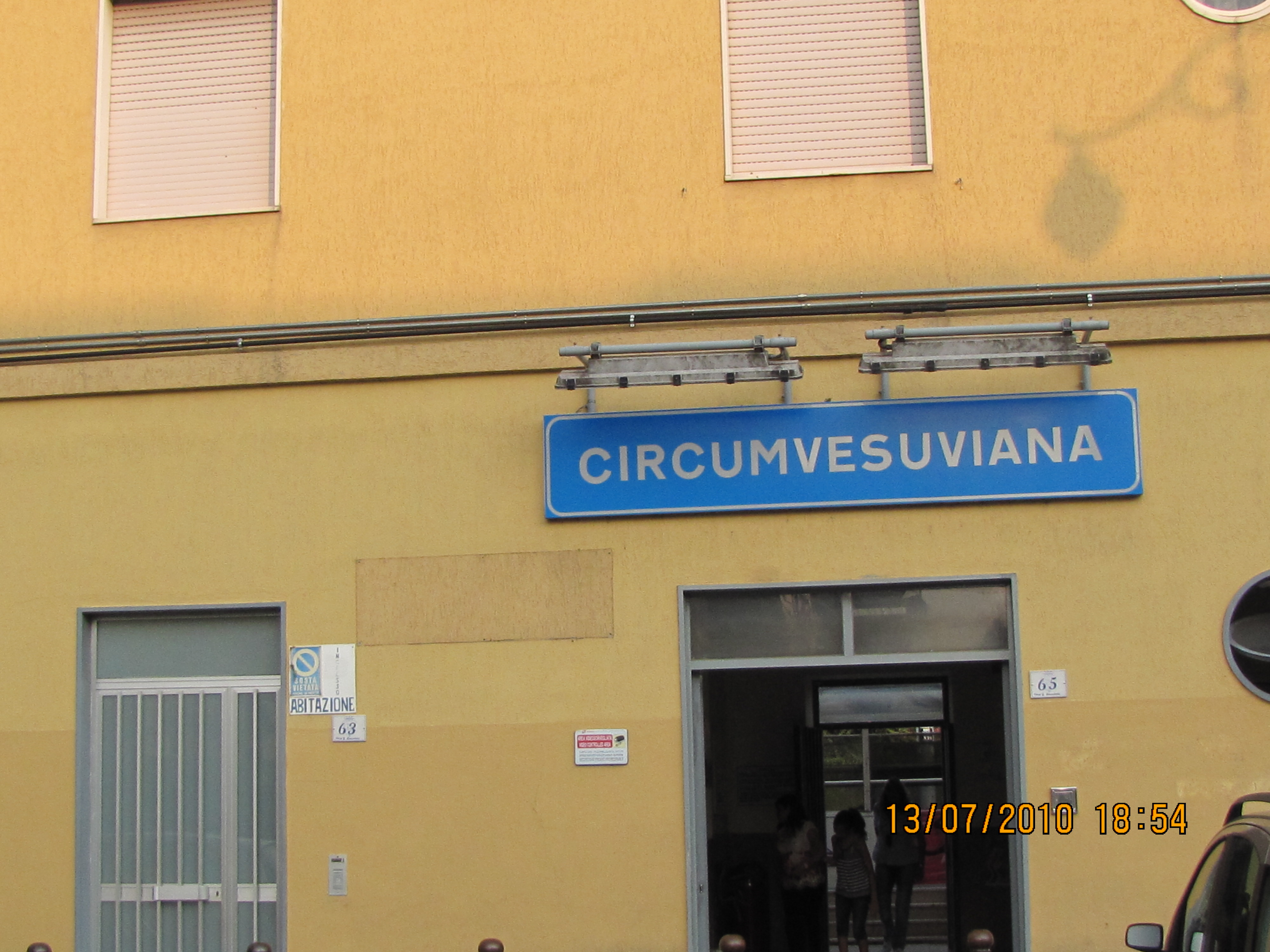
La stazione della Circumvesuviana sulla linea Napoli - Ottaviano - Sarno

Sarno è dotata di un casello autostradale sull'A30 e ha due stazioni ferroviarie, quella della Circumvesuviana nel centrale Corso Giovanni Amendola (il "rettifilo"), capolinea della linea Napoli-Ottaviano-Sarno, e quella delle Ferrovie dello Stato in Corso Vittorio Emanuele, sulla ferrovia Cancello-Avellino.
Per Sarno passa la Strada Regionale 367 ex Strada Statale Innesto SS 18-S.Marzano-S.Valentino Torio-confine provincia.
Le strade provinciali sono:
- Strada Provinciale 6 Nocera-Sarno (che a Sarno prende il nome di Via Provinciale Amendola).
- Strada Provinciale 7/a Sarno verso Bracigliano (località Tre Valloni).
- Strada Provinciale 74 Sarno-Striano.
- Strada Provinciale 101 Sarno-Bivio Lavorate-San Mauro di Nocera Inferiore-Cicalesi-Incrocio via Durano.
- Strada Provinciale 409 Via Vecchia Striano di Sarno:Innesto ex SS 367-Confine Provincia di Napoli(Striano).

## Amministrazione

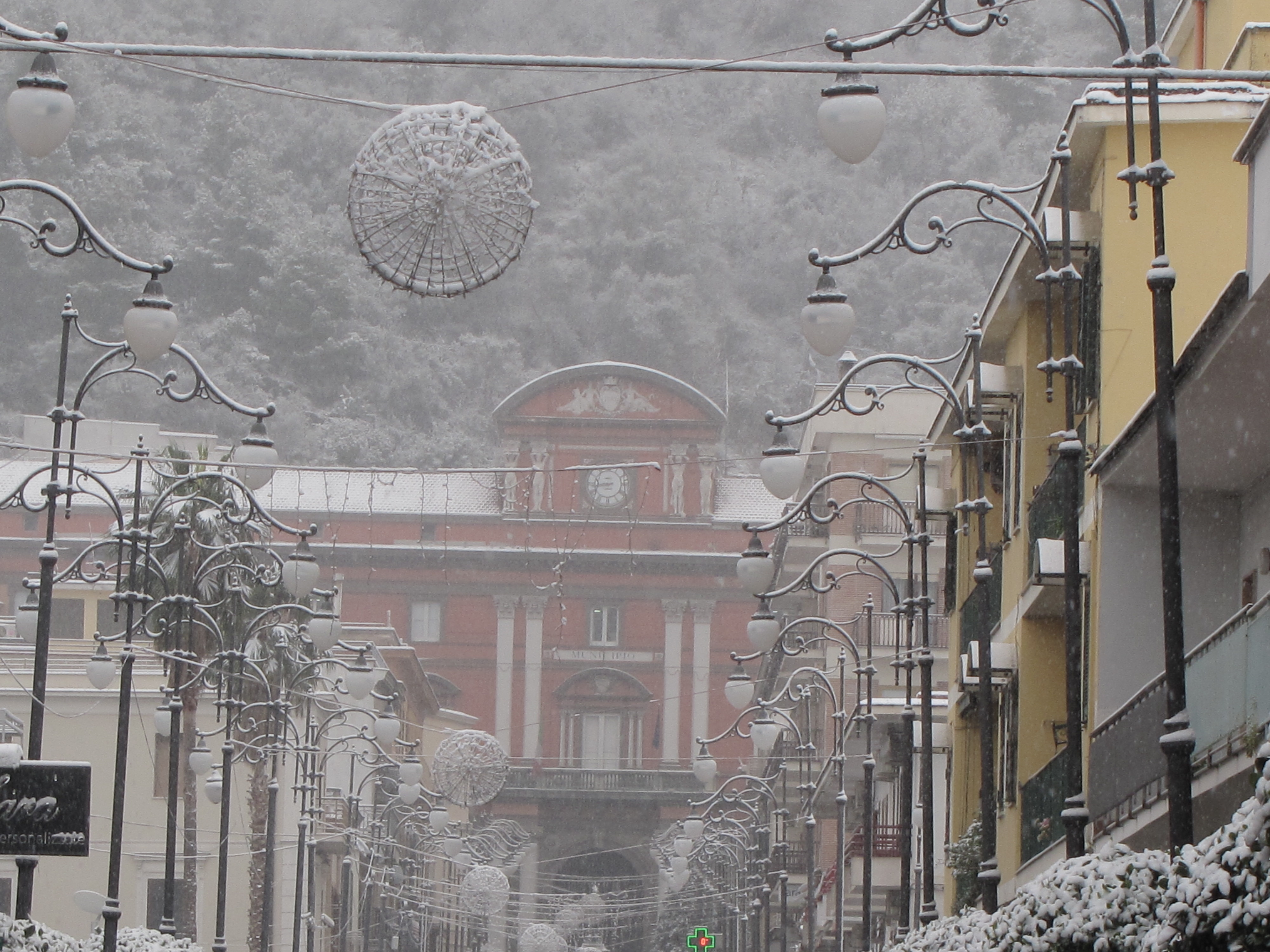
Il municipio di Sarno

Il sindaco di Sarno è Francesco Squillante, eletto al primo turno nel giugno del 2024. Si tratta del suo primo mandato.
| Periodo           | Periodo           | Primo cittadino      | Partito                              | Carica      | Note   |
| ----------------- | ----------------- | -------------------- | ------------------------------------ | ----------- | ------ |
| 23 aprile 1995    | 13 giugno 1999    | Gerardo Basile       | Alleanza Nazionale                   | sindaco     |        |
| 13 giugno 1999    | 5 maggio 2000     | Gerardo Basile       | Alleanza Nazionale                   | sindaco     |        |
| 6 giugno 2000     | maggio 2001       | Vincenzo De Vivo     |                                      | comm. pref. |        |
| maggio 2001       | 10 ottobre 2003   | Giuseppe Canfora     | Democratici di Sinistra              | sindaco     |        |
| ottobre 2003      | 13 giugno 2004    | Angelo Di Caprio     |                                      | comm. pref. |        |
| 13 giugno 2004    | 7 giugno 2009     | Amilcare Mancusi     | Forza Italia Il Popolo della Libertà | sindaco     |        |
| 7 giugno 2009     | 9 giugno 2014     | Amilcare Mancusi     | Il Popolo della Libertà Forza Italia | sindaco     |        |
| 9 giugno 2014     | 12 giugno 2019    | Giuseppe Canfora     | Partito Democratico                  | sindaco     |        |
| 13 giugno 2019    | 21 settembre 2023 | Giuseppe Canfora     | Partito Democratico                  | sindaco     | [ 28 ] |
| 22 settembre 2023 | 10 giugno 2024    | Eutilia Viscardi     | Partito Democratico                  | sindaco ff  |        |
| 10 giugno 2024    | in carica         | Francesco Squillante | Lista civica - Base Popolare         | sindaco     |        |

### Gemellaggi
- Abergavenny, dal 1998

### Altre informazioni amministrative
La gestione del ciclo dell'acqua è affidato all'ATO 3 Sarnese Vesuviano.

## Sport

### Impianti sportivi

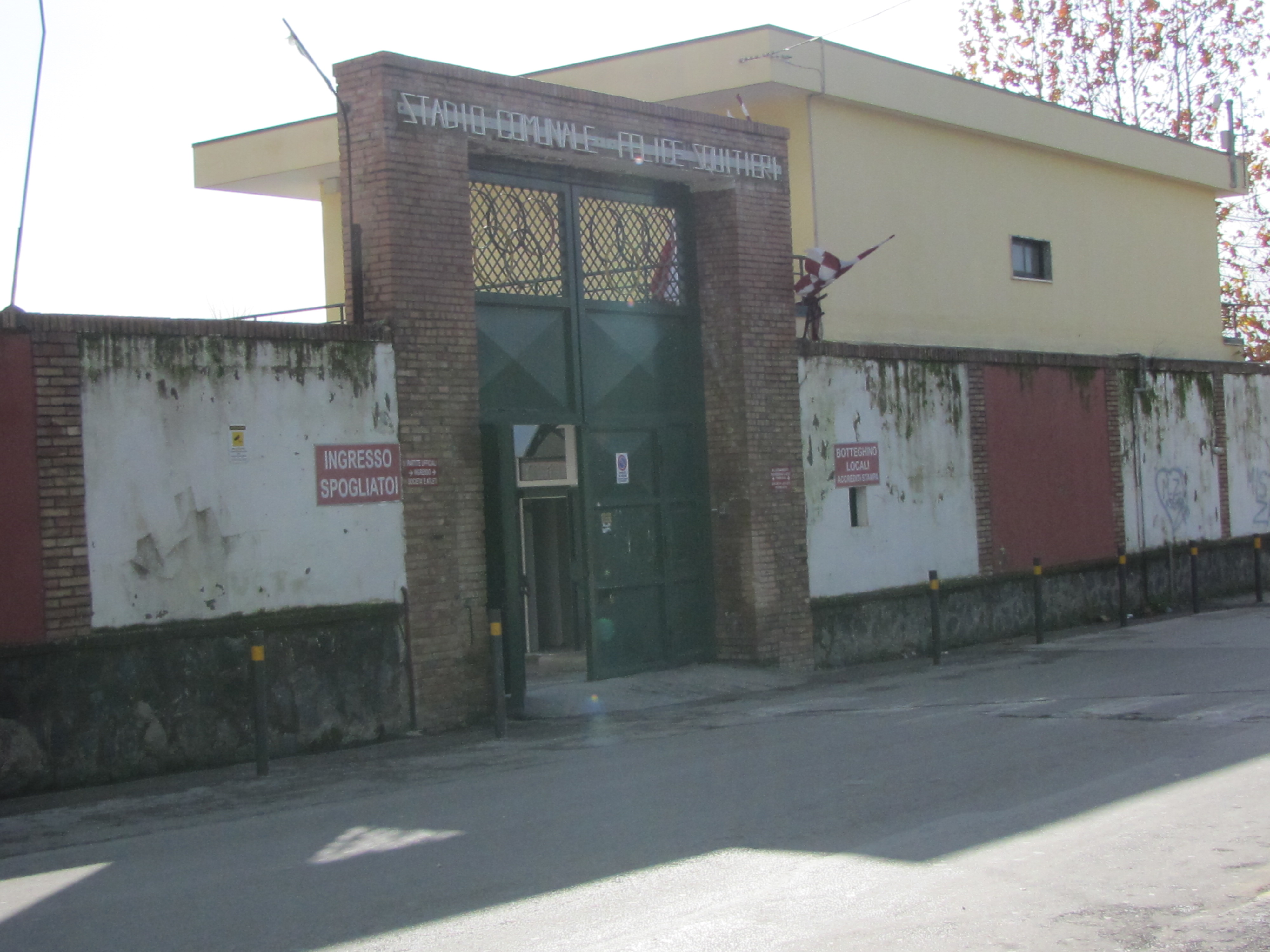
L'ingresso dello stadio "Felice Squitieri" in via Cannellone.

- Stadio Felice Squitieri, in via Cannellone (capienza oltre 4000 spettatori). L'impianto sportivo ospita le partite interne della principale squadra di calcio cittadina, la Sarnese e dell'U.S.D. Intercampania.

- Stadio comunale Eleno Aniello Viscardi,[29] sito in via Vecchia Lavorate, campo di gioco dell'A.S.D. Lavorate Calcio.

- PalaFinamore; sito in via Cannellone , ospita le partite casalinghe della squadra locale di pallacanestro e di quella di Calcio a Cinque Femminile

- Circuito internazionale di karting Napoli, ubicato in via Sarno-Palma.

### Società Sportive

#### Calcio
- Sarnese: società sportiva fondata nel 1926, è la principale squadra calcistica della città; rifondata nel 2013, scioltasi  e ricostituitasi nel 2019. Ha militato diverse volte in Serie D, categoria nella quale militerà nel campionato 2024-25.

- U.S.D. Intercampania: fondata nel 1981, milita nel Girone F della Seconda Categoria Campania.[30]

- A.S.D Lavorate Calcio: rifondata nel 2013 sulle ceneri della vecchia Lavoratese, milita in Prima Categoria Campania.[31]

- A.S.D. Real Sarno: società fondata nel 2017 che ha disputato per alcuni anni il campionato di Promozione regionale[32].

- A.S.D. Angels Episcopio: che disputa il campionato di Seconda Categoria Campania[33]

#### Pallacanestro
- Virtus Sarno: squadra fondata nel 2024 per continuare la tradizione cestistica della città, che parteciperà per la stagione 2024-2025 al campionato di Serie C Campania.

#### Calcio a 5 Femminile
- Sarno: squadra di calcio a 5 femminile attiva dai primi anni dieci del duemila, che nella stagione 2023-2024 ha ottenuto la promozione per il campionato di Serie B[34].